# Iryna Gerashchenko
Cet article concerne l'athlète. Pour la femme politique, voir Iryna Herachtchenko.
Iryna Gerashchenko (ou plus rarement Herashchenko), née le 10 mars 1995 à Kiev, est une athlète ukrainienne, spécialiste du saut en hauteur. 
Elle remporte la médaille de bronze aux Jeux olympiques de Paris 2024.

## Biographie
En 2011 à Lille, elle devient vice-championne du monde jeunesse avec un bond de 1,87 m. En 2016, elle se qualifie pour la finale des Jeux olympiques de Rio avec un saut à 1,94 m, record personnel en plein air égalé. Elle se classe 10e de la finale avec 1,93 m.
Le 8 février 2017, elle s'impose au meeting de Banská Bystrica avec 1,93 m, avant d'échouer par 3 fois à 1,95 m (son record personnel en salle). Le 28 août 2017, elle décroche la médaille d'argent de l'Universiade à Taipei avec 1,91 m, derrière sa compatriote Oksana Okuneva (1,97 m).
En janvier 2018, Iryna Gerachtchenko remporte la réunion d'Ostrava avec 1,93 m, nouveau record du meeting. Le 7 février 2019, elle termine 2e des championnats nationaux et porte son record à 1,97 m. Elle termine ensuite à la 5e place des championnats d'Europe en salle de Glasgow avec 1,94 m.
Le 9 juin 2019 à Rehlingen, elle franchit 1,99 m et améliore de quatre centimètres son record personnel. Le 13 juillet 2019, elle est battue par sa compatriote Ioulia Tchoumatchenko lors des Universiades à Naples, avec 1,91 m. Le 10 septembre à Minsk, lors du match Europe - États-Unis, avec 1,98 m, elle termine à la deuxième place derrière la no 1 de la hauteur ukrainienne, Yuliya Levchenko (2,02 m).
Le 29 juin 2023, dans le centre-ville de Lausanne, elle égale son record personnel à 2 mètres.
Le 4 août 2024, elle remporte la médaille de bronze aux Jeux olympiques de Paris 2024. Elle termine derrière l'Ukrainienne Yaroslava Mahuchikh, qui remporte le titre olympique, et l'Australienne Nicola Olyslagers, deuxième.

## Vie privée
Elle se marie le 29 août 2019 avec son compagnon Sergueï Spilnyak.

## Palmarès
| Date | Compétition                       | Lieu             | Résultat | Marque |
| ---- | --------------------------------- | ---------------- | -------- | ------ |
| 2011 | Championnats du monde cadets      | Lille            | 2e       | 1,87 m |
| 2012 | Championnats du monde juniors     | Barcelone        | 7e       | 1,85 m |
| 2013 | Championnats d'Europe juniors     | Rieti            | 3e       | 1,84 m |
| 2014 | Championnats du monde juniors     | Eugène           | 5e       | 1,85 m |
| 2015 | Championnats d'Europe par équipes | Tcheboksary      | 5e       | 1,94 m |
| 2015 | Championnats d'Europe espoirs     | Tallinn          | 3e       | 1,87 m |
| 2015 | Jeux mondiaux militaires          | Mungyeong        | 2e       | 1,84 m |
| 2016 | Jeux olympiques                   | Rio de Janeiro   | 10e      | 1,93 m |
| 2017 | Championnats d'Europe espoirs     | Bydgoszcz        | 2e       | 1,92 m |
| 2017 | Universiade                       | Taipei           | 2e       | 1,91 m |
| 2018 | Championnats du monde en salle    | Birmingham       | 7e       | 1,84 m |
| 2019 | Championnats d'Europe en salle    | Glasgow          | 5e       | 1,94 m |
| 2019 | Universiade                       | Naples           | 2e       | 1,91 m |
| 2019 | Ligue de diamant                  | Ligue de diamant | 10e      | 1,85 m |
| 2019 | Jeux mondiaux militaires          | Wuhan            | 3e       | 1,90 m |
| 2021 | Championnats d'Europe en salle    | Toruń            | 2e       | 1,98 m |
| 2021 | Jeux olympiques                   | Tokyo            | 4e       | 1,98 m |
| 2022 | Championnats du monde en salle    | Belgrade         | 5e       | 1,92 m |
| 2022 | Championnats du monde             | Eugene           | 4e       | 2,00 m |
| 2022 | Championnats d'Europe             | Munich           | 5e       | 1,93 m |
| 2022 | Ligue de diamant                  | Ligue de diamant | 2e       | 1,94 m |
| 2023 | Championnats du monde             | Budapest         | 5e       | 1,94 m |
| 2024 | Championnats d'Europe             | Rome             | 3e       | 1,95 m |
| 2024 | Jeux olympiques                   | Paris            | 3e       | 1,95 m |

## Records
| Épreuve         | Épreuve   | Marque | Lieu            | Date                         |
| --------------- | --------- | ------ | --------------- | ---------------------------- |
| Saut en hauteur | Plein air | 2,00 m | Eugene Lausanne | 19 juillet 2022 29 juin 2023 |
| Saut en hauteur | En salle  | 1,98 m | Toruń           | 7 mars 2021                  |